# Salix calodendron
Espèce
Classification APG III (2009)
Salix calodendron est une espèce de plantes à fleurs de la famille des Salicaceae. C'est un saule originaire d'Europe,.

## Synonymie
- Salix velutina Schrad. ex Koch ;
- Salix micheliana Forbes ;
- Salix lancifolia Döll
Salix lanceolata Fries ;
- Salix geminata Forbes ;
- Salix ferruginea G. Anders. ex Forbes ;
- Salix affinis Gren. & Godr..

Selon INPN :
- Salix x acuminata Sm. (Espèce CD_NOM = 120276)
- Salix x smithiana subsp. acuminata Nyman, 1881 (Espèce CD_NOM = 140492)
- Vimen x acuminatum Raf., 1817 (Espèce CD_NOM = 129461)

## Description
Salix calodendron est natif d'Allemagne, d'Europe du Nord et des Îles Britanniques. La plante est présente sur tout le territoire métropolitain.
L'espèce peut atteindre de 8 à 12 mètres.